# Let's Stay Together
《Let's Stay Together》는 1972년 1월 31일에 발매된 미국의 솔 가수 알 그린의 네 번째 스튜디오 음반으로, 그의 중간 정도의 성공에 이은 후속 음반이다. 이 음반은 멤피스의 1320 S. 로더데일 로얄 레코딩 스튜디오에서 녹음되었고 빌보드 200에서 8위를 정점으로 10주 동안 1위를 차지한 여섯 개의 음반 중 첫 번째 음반이 되었다. 타이틀곡 〈Let's Stay Together〉로 가장 잘 알려져 있으며, 그린의 대표곡이자 그의 유일한 1위 팝 히트 싱글이 되었다. 이 음반은 윌리 미첼이 프로듀싱한 세 번째 음반으로, 비평가들로부터 호평을 받은 그린의 클래식 시기의 시작을 알렸다. 《Let's Stay Together》는 2003년에 라이트 스터프 레코드에 의해 재발행되었다.

## 평가
| 전문가 평가                       | 전문가 평가   |
| 평가 점수                         | 평가 점수     |
| 출처                              | 점수          |
| --------------------------------- | ------------- |
| AllMusic                          | [ 1 ]         |
| Blender                           | [ 2 ]         |
| Christgau's Record Guide          | A–            |
| The Encyclopedia of Popular Music | [ 4 ]         |
| Pitchfork                         | 8.7/10        |
| Rolling Stone                     | (favorable) & |

이 음반의 매력은 비평가들 사이에서 널리 퍼졌다. 당시 《롤링 스톤》은 "그린의 목소리는 경탄할 만한 것이다. 그는 으르렁거리고, 소리치고, 흩어지고, 가장 부드러운 가성으로 올라가고, 가장 우스꽝스러운 으르렁거림을 던질 수 있다. 《Let's Stay Together》는 전작과 마찬가지로 없어서는 안 될 취급이다."
1999년, 《Q》 매거진은 이 음반이 "'어떻게 하면 〈How Can You Mend a Broken Heart?〉와 같은 경이로운 사건에서 사랑의 고통과 순수의 진정한 목소리로 그를 보여준다"고 썼다. 그리고 "비지스의 노래에 대한 그의 커버는 솔 발라드를 새로운 수준의 예술성과 교양으로 이끌었다"고 말했다.

## 곡 목록
모든 곡들은 특별한 언급이 없는 한 알 그린에 의해 작사/작곡하였다.
| #  | 제목                      | 작사·작곡                       | 재생 시간 |
| -- | ------------------------- | ------------------------------- | --------- |
| 1. | 〈Let's Stay Together〉   | 그린, 알 잭슨 주니어, 윌리 미첼 | 3:18      |
| 2. | 〈La-La for You〉         | 그린, 미첼                      | 3:31      |
| 3. | 〈So You're Leaving〉     |                                 | 2:57      |
| 4. | 〈What Is This Feeling?〉 |                                 | 3:42      |
| 5. | 〈Old Time Lovin'〉       |                                 | 3:19      |

| #  | 제목                                                   | 작사·작곡                          | 재생 시간 |
| -- | ------------------------------------------------------ | ---------------------------------- | --------- |
| 1. | 〈I've Never Found a Girl (Who Loves Me Like You Do)〉 | 에디 플로이드, 알 벨, 부커 T. 존스 | 3:41      |
| 2. | 〈How Can You Mend a Broken Heart?〉                   | 배리 깁, 로빈 깁                   | 6:22      |
| 3. | 〈Judy〉                                               |                                    | 3:47      |
| 4. | 〈It Ain't No Fun to Me〉                              |                                    | 3:23      |

### 보너스 트랙
| #  | 제목             | 작사·작곡 | 재생 시간 |
| -- | ---------------- | --------- | --------- |
| 1. | 〈Eli's Game〉   |           | 4:55      |
| 2. | 〈Listen To Me〉 | 민요      | 2:30      |